# Noe Arksgränden

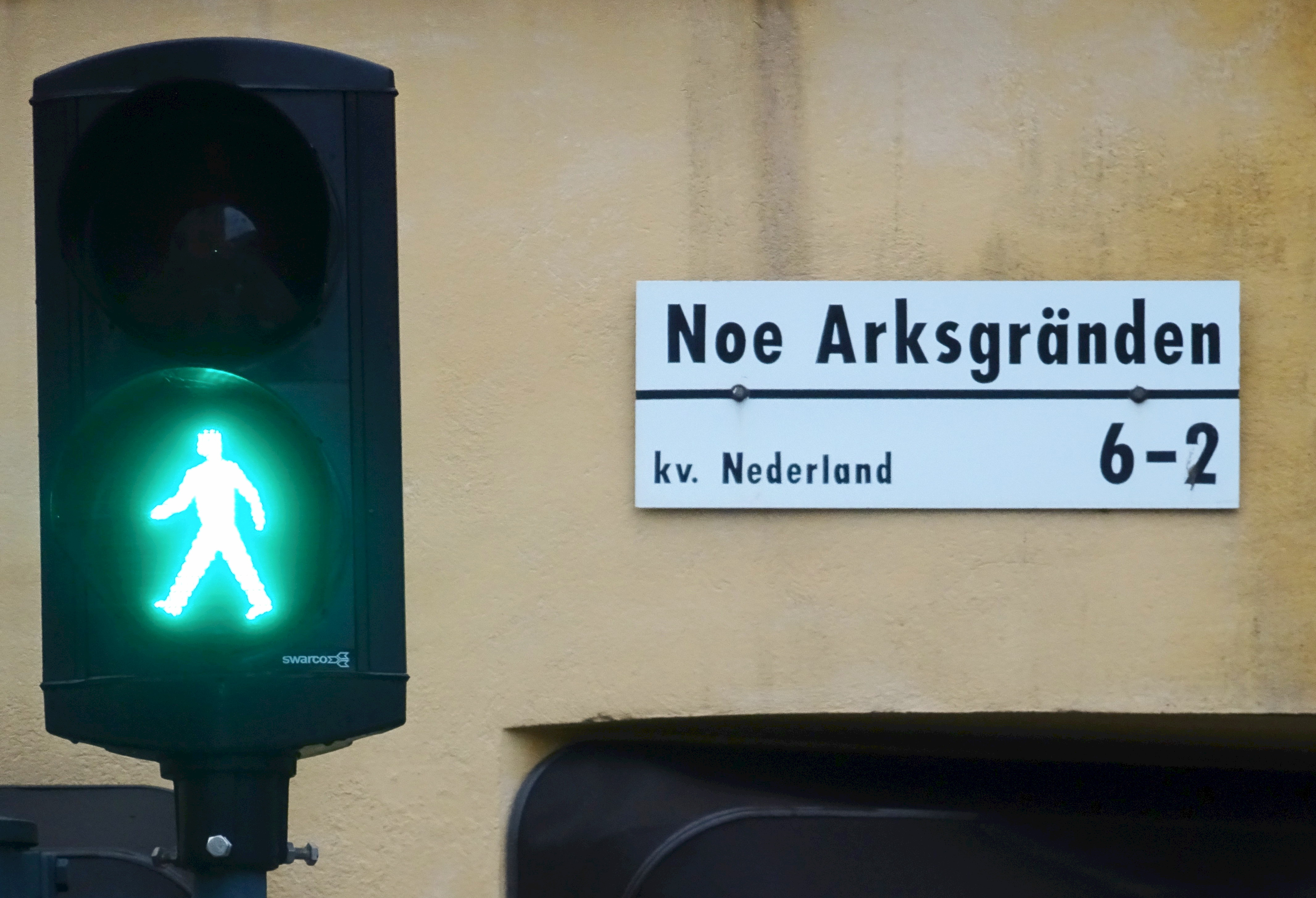
Kvarteret Nederland.

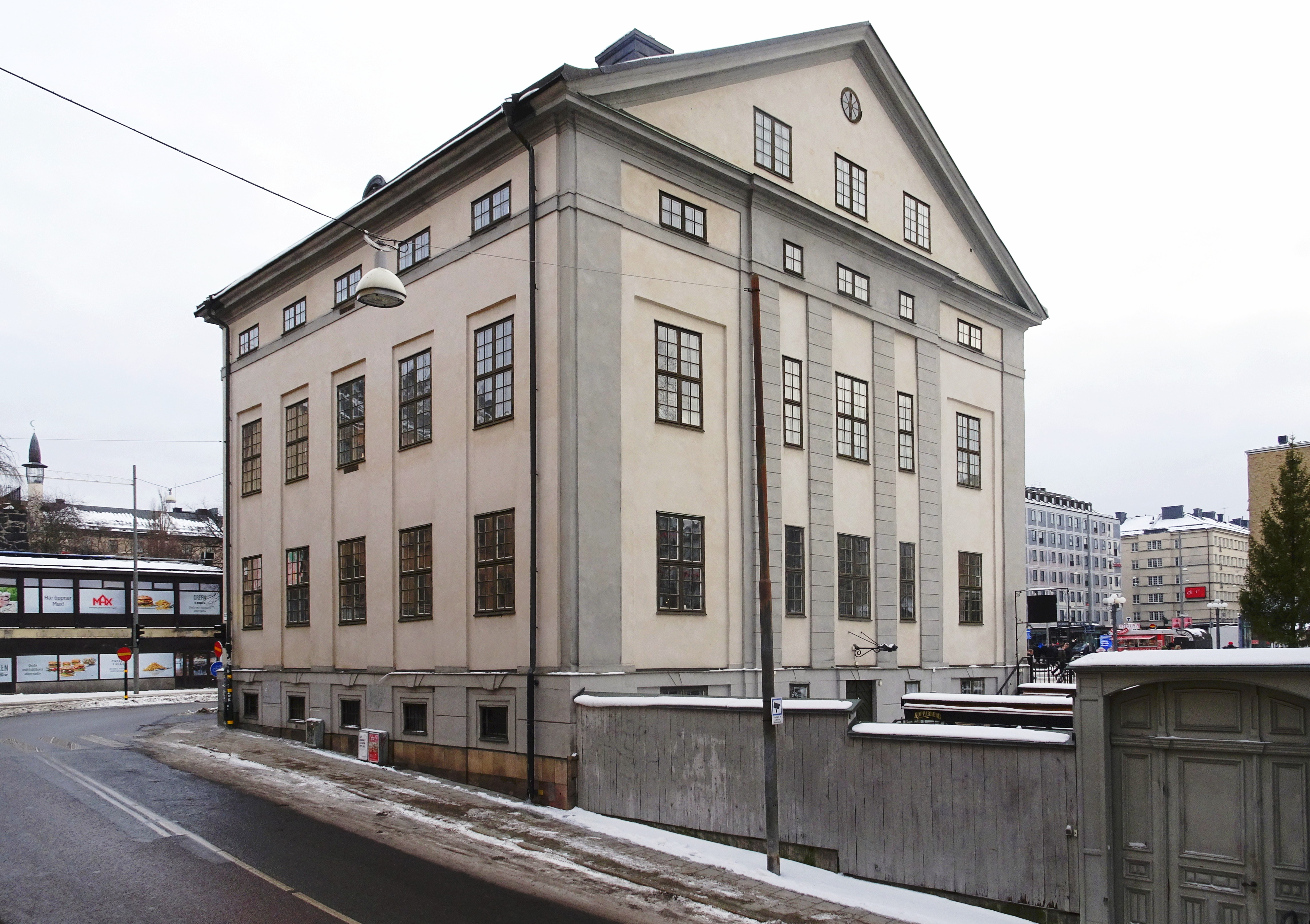
Lillienhoffska palatset.

Noe Arksgränden är en kort gata på Södermalm i Stockholm. Den sträcker sig cirka 60 meter från Götgatan västerut till Söderledstunneln och fick sitt namn 1981.

## Historik
Under 1600-talets mitt fanns en Noe Arcks grenden (1644) i Repslagargatans läge, där gården/krogen Noe ark gav upphov till gatunamnet (se Kvarteret Noe ark). Ett tidigare för dagens Noe Arksgränden var Bangårdsgatan som gick mellan Götgatan och förbi norr om spårområdet för Södra station. När Södergatan började anläggas 1937 delades Bangårdsgatan i en östra och en västra del. Så var det fram till 1981 då Södergatan hade blivit överdäckad och blivit till Söderledstunneln. Den korta gatstumpen i öster fick namnet Noe Arksgränden och blev då dels infart till Söderledstunneln från Götgatan och dels till parkeringsgaraget under Medborgarplatsen. Namnet syftar till Noas ark och var en återupplivning av ett äldre gatunamn för en gata som låg på sydvästra Södermalm (en del av dagens Grindsgatan).
Vid Noe Arksgränden finns två intressanta adresser. 
- Noe Arksgränden 2: Nederland 20
- Noe Arksgränden 3: Lillienhoffska palatset